# Asterella pathankotensis
Asterella pathankotensis là một loài rêu trong họ Aytoniaceae. Loài này được Kashyap Verd. mô tả khoa học đầu tiên năm 1935.